# Begonia repens
Espèce
Begonia repens est une espèce de plantes de la famille des Begoniaceae.
L'espèce fait partie de la section Begonia.
Elle a été décrite en 1785 par Jean-Baptiste de Lamarck (1744-1829).

## Répartition géographique
Cette espèce est originaire du pays suivant : Haïti.

## Liste des variétés
Selon Tropicos (23 février 2017) :
- variété Begonia repens var. beta Lam.